# Flakbatterie Kalahari

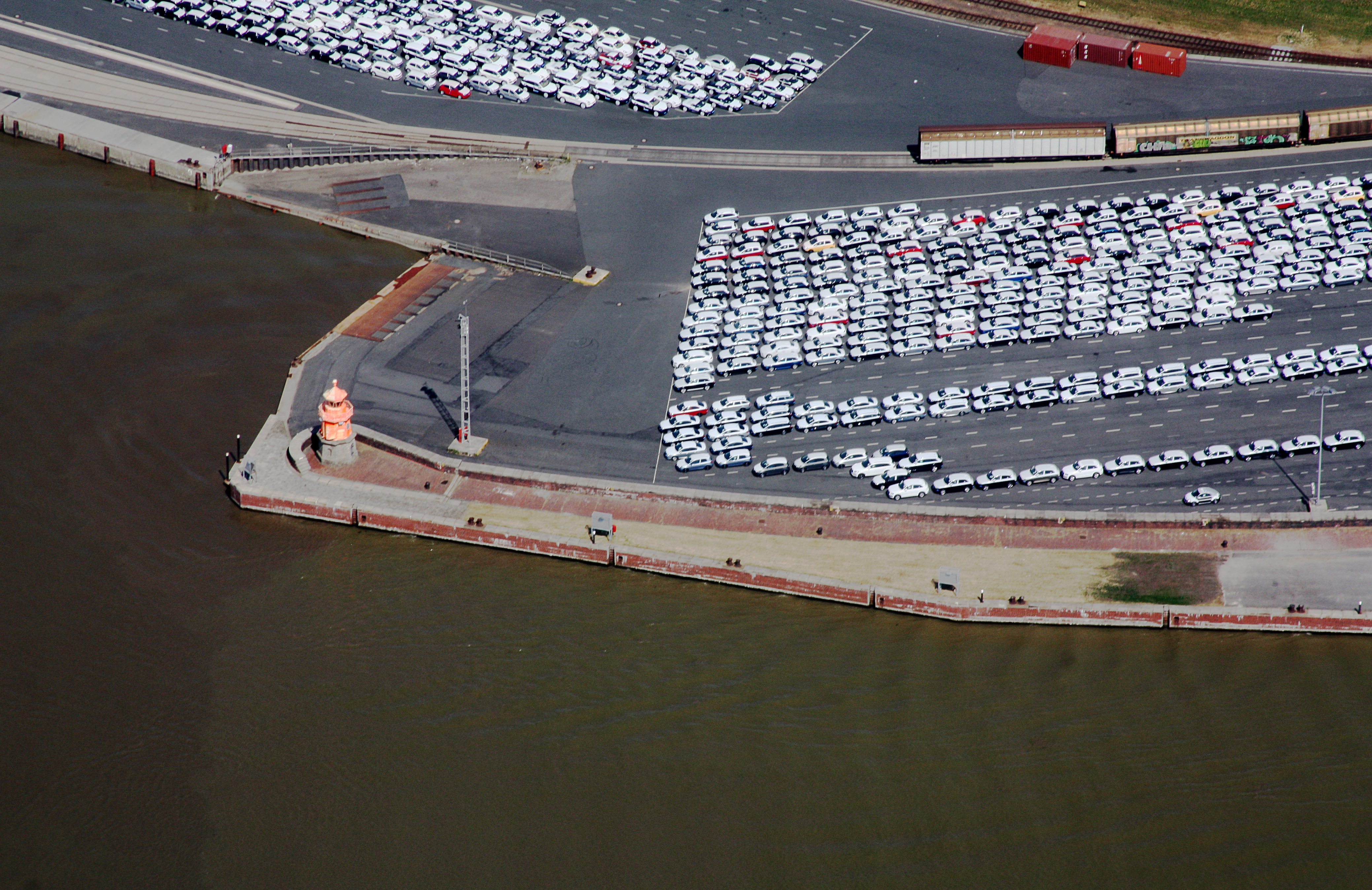
Westmole Emden, Standort der Batterie

Die schwere Flakbatterie Kalahari war im Zweiten Weltkrieg eine verbunkerte Stellung der Marine-Flak in Emden.

## Lage
Die Batterie befand sich an der Westmole.

## Geschichte
Die Batterie bestand seit dem 24. August 1939. Sie ging schon auf eine ältere Batterie aus dem Ersten Weltkrieg zurück. Sie war anfänglich mit drei 8,8-cm-Flakgeschützen und zwei Maschinengewehren 08 auf dem Deich bewaffnet. Am 19. Juni 1941 wurde die Mannschaft der Batterie Ostdüne auf Wangerooge zur Batterie Kalahari verlegt. Die Baracken für die Mannschaften waren ungenügend und wurden aus diesem Grund bis Mitte November des gleichen Jahres neu gebaut. Die Batterie bestand im Juni 1941 nur aus zwei 10,5-cm-Geschützen, die am Tag nach dem Einzug schießklar gemeldet wurden. Ein drittes Geschütz folgte am 7. Juli 1942. Das Vierte erreichte die Batterie am 14. Juli. Im Frühjahr 1942 wurde ein Löschwasserteich angelegt. Am 28. April 1943 erhielt die Batterie ein Radar vom Typ Würzburg.
Die Batterie wurde am 26. September 1941 vom Küstenbefehlshaber Deutsche Bucht, Vizeadmiral Bachmann besucht. Der Nachfolger Konteradmiral Kieseritzky inspizierte die Batterie im Juli 1942. Die Batterie hatte eine Mannschaft von durchschnittlich 100 Mann. Durch Abkommandierungen in andere Abteilungen der Marine oder des Heeres durchliefen bis September 1944 etwa 260 Mann die Anlage. In der Batterie kamen 13 russische „Hilfswillige“ zum Einsatz.
Die gesamte Batterie samt Geschützen und Personal wurde am 1. und 2. Juni 1943 zur neuen Flakbatterie Kapelle im Nordosten Emdens verlegt.